# Papaver lateritium
A Papaver lateritium a boglárkavirágúak (Ranunculales) rendjébe és a mákfélék (Papaveraceae) családjának tartozó faj.

## Előfordulása
A Papaver lateritium előfordulási területe a Kaukázus régió. Grúziában, Örményországban és Törökország északkeleti részén - az úgynevezett Fekete-tengeri régióban - őshonos.

## Alfajai
- Papaver lateritium subsp. lateritium K.Koch
- Papaver lateritium subsp. monanthum (Trautv.) Kadereit

## Megjelenése
A szára akár 50 centiméteresre is megnőhet, és nem ágazik szét. A levelei a szár tövéből indulnak ki. A levél lándzsaalakú, osztott és fűrészes szélű. Úgy a száron mint a leveleken is, szőrök vannak. A levelek mellett indákat is hajt. Egy-egy száron csak egy virág található; ennek a színe, példánytól függően a narancssárgás-sárgától az élénk téglavörösig változik; 4,5-6 centiméter átmérőjű. A termése buzogány alakú toktermés.

## Egyéb
Ez a mákféle a rokon keleti mákkal (Papaver orientale) L. (1753) együtt alkotja a Papaver × pseudo-orientale E.G.Camus (1898) nevű hibridet.

## Képek

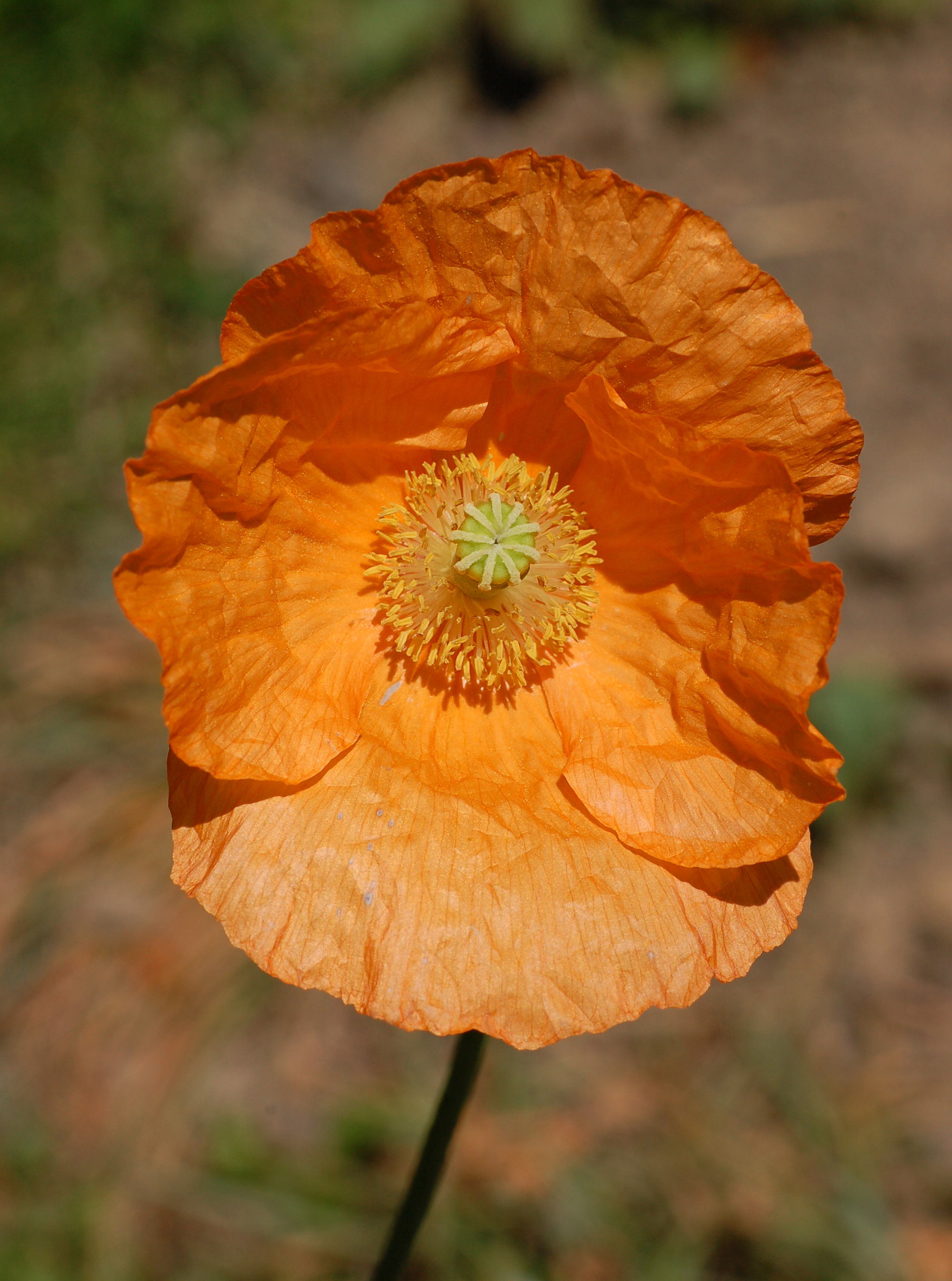
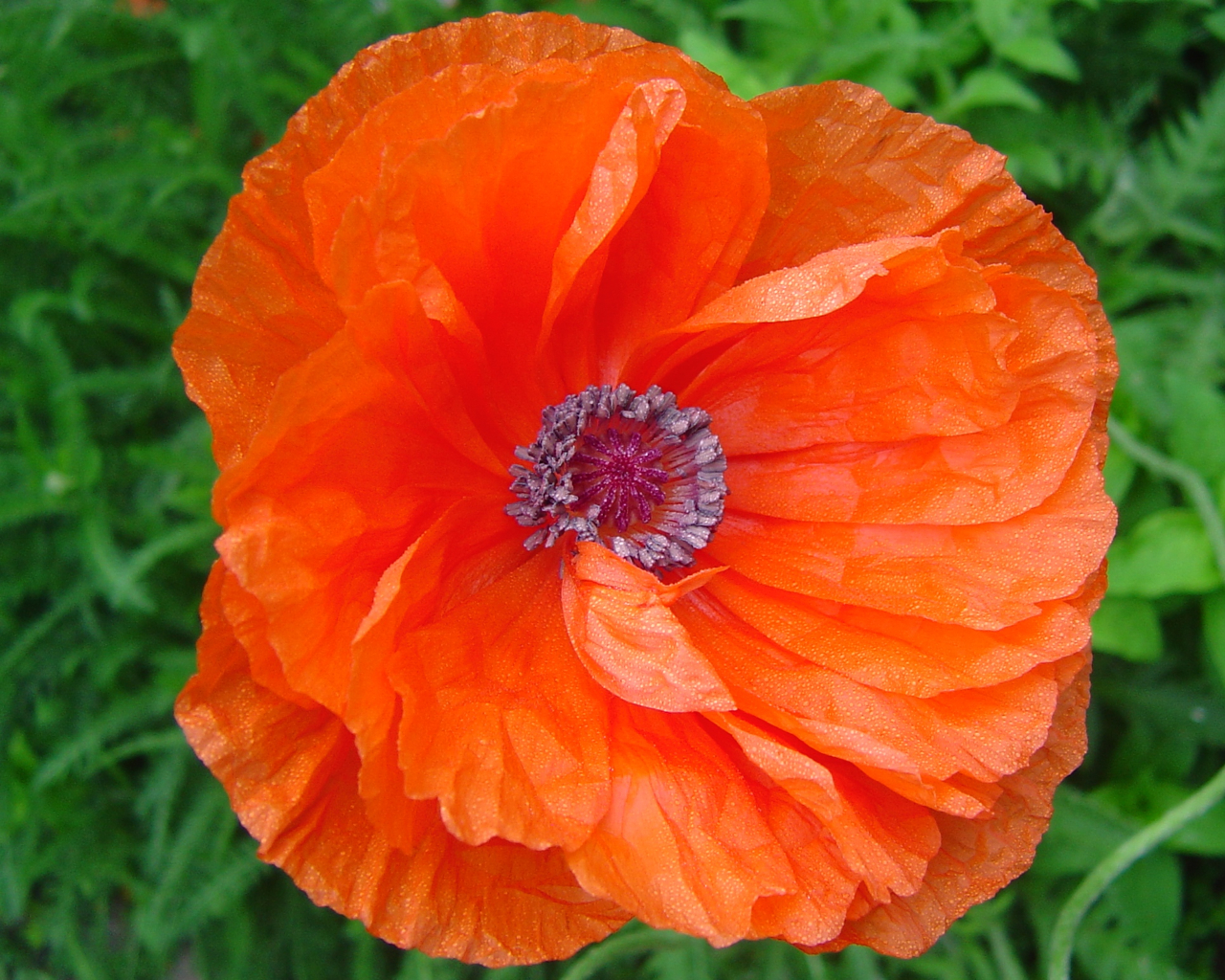
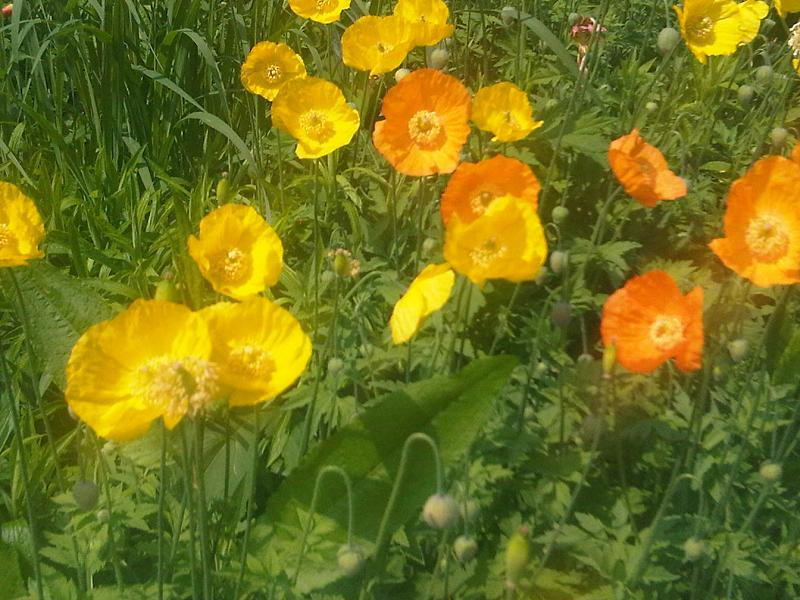
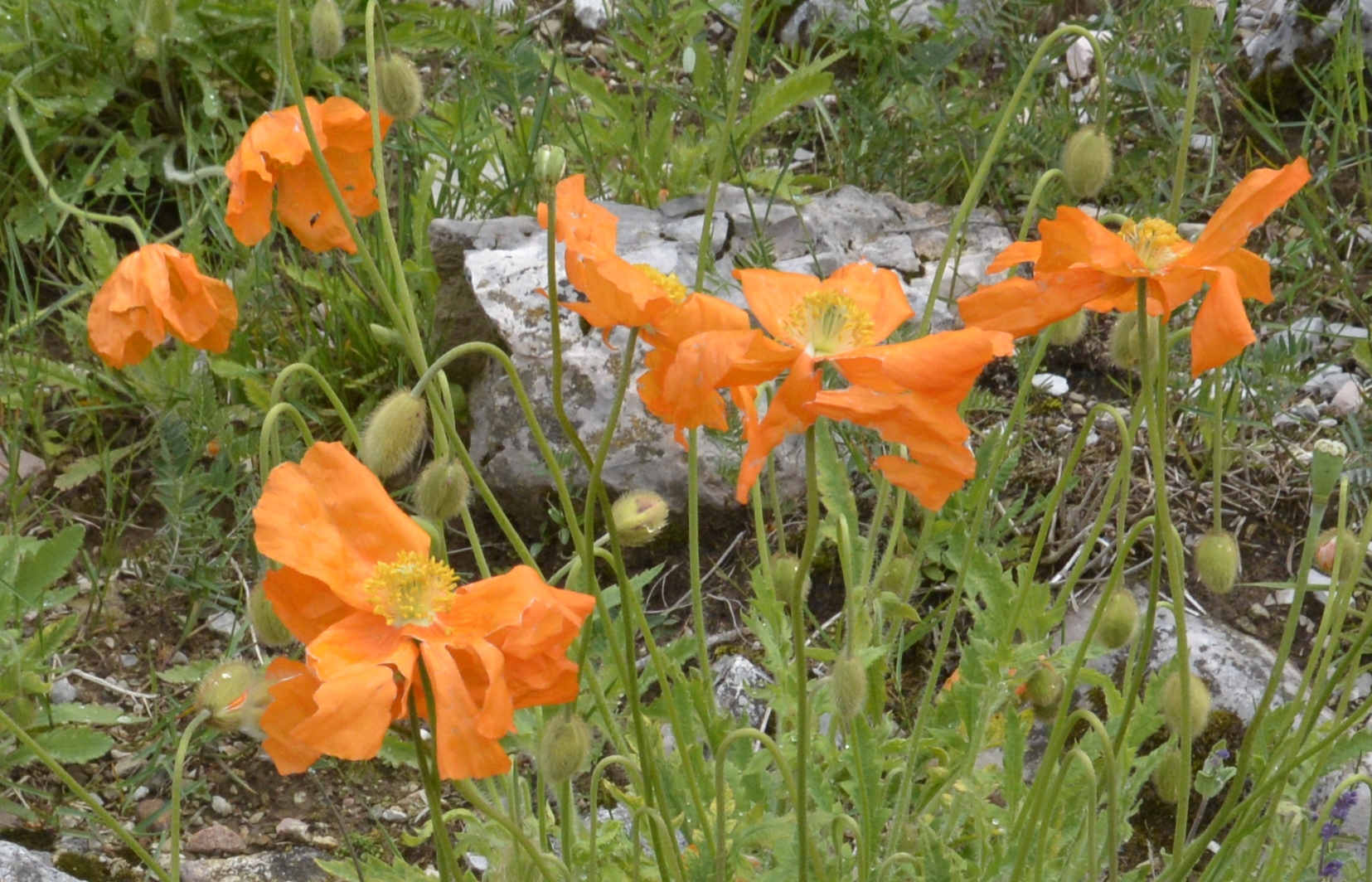
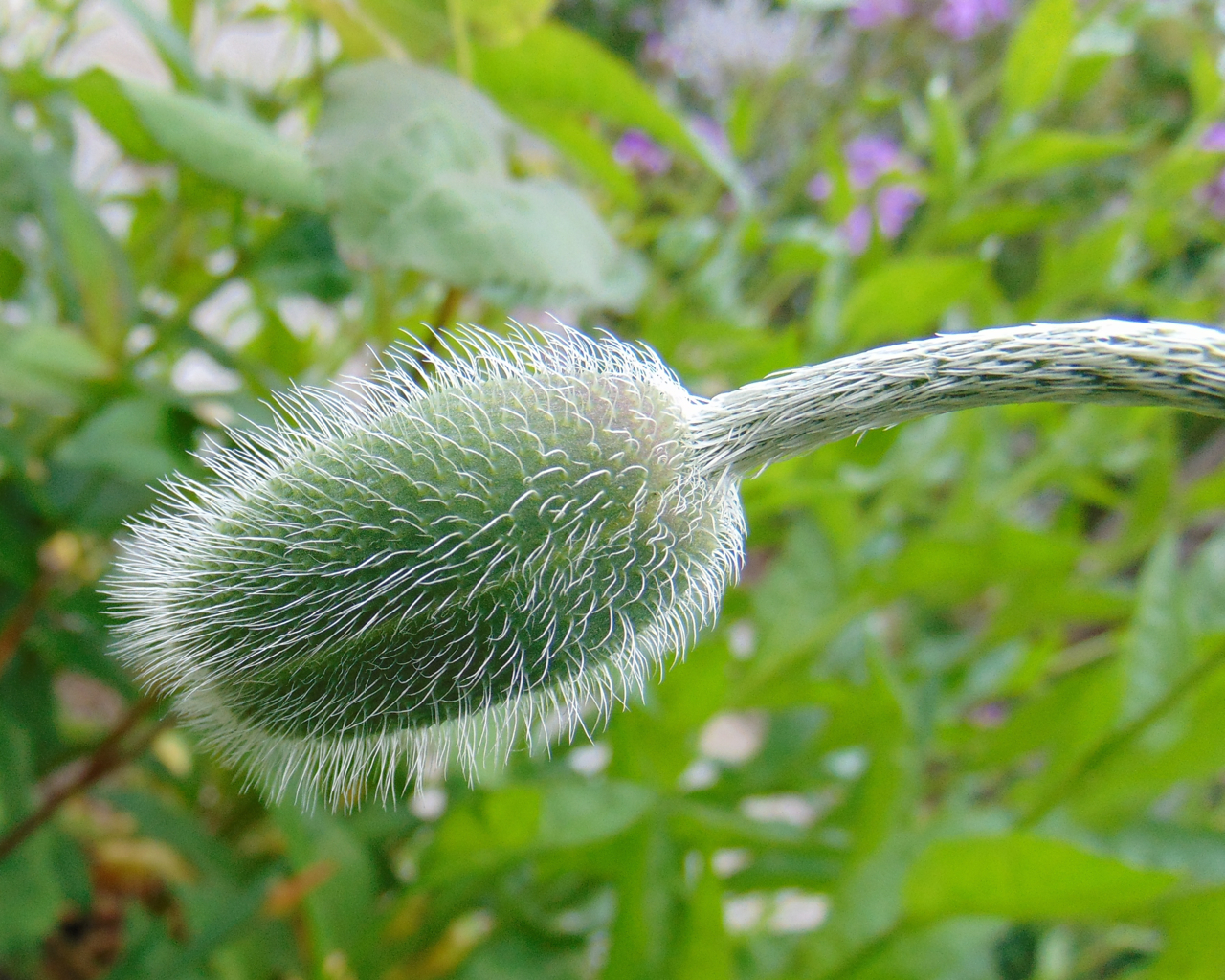

## Fordítás
- Ez a szócikk részben vagy egészben  a   Papaver lateritium című angol Wikipédia-szócikk ezen változatának fordításán alapul.  Az eredeti cikk szerkesztőit annak laptörténete sorolja fel. Ez a jelzés csupán a megfogalmazás eredetét és a szerzői jogokat jelzi, nem szolgál a cikkben szereplő információk forrásmegjelöléseként.